# Посад (Сумская область)
Посад (укр. Посад) — село, Роменская городская община, Роменский район, Сумская область, Украина.
Код КОАТУУ — 5924183207. Население по переписи 2001 года составляло 401 человек .

## Географическое положение
Село Посад находится на правом берегу реки Ромен,
выше по течению на расстоянии в 2,5 км расположено село Липовое (Черниговская область), ниже по течению на расстоянии в 1 км расположено село Великие Бубны, на противоположном берегу — село Ведмежье. По селу протекает пересыхающий ручей с запрудой.

## Объекты социальной сферы
- Дом культуры.